# Clarissa Handel
Clarissa Handel (* 28. Dezember 1979 in München) ist eine deutsche Schauspielerin.

## Leben
Bereits als Neunjährige wirkte Handel an der Seite ihrer Zwillingsschwester Veronika in der Kinderserie Wuff mit. Des Weiteren waren beide auch in diversen Werbespots zu sehen.
Einem breiten Publikum wurde Handel bekannt durch die Rolle der Christina Robinson in der ARD-Vorabendserie Marienhof, die sie abwechselnd mit ihrer Schwester spielte und vom 19. Oktober 1993 bis Dezember 1994 verkörperte. Als die Serie Ende 1994 zur Daily Soap umgestaltet wurde, gab sie die Rolle ab, die dann von Johanna Klante übernommen wurde.
Zu Beginn der Dreharbeiten besuchte Handel die 7. Klasse des Gymnasiums.

## Filmografie
- 1993–1994: Marienhof (als Christina Robinson #1)